# 天よりも星よりも
『天よりも星よりも』（てんよりもほしよりも）は、赤石路代による日本の漫画作品。
『ちゃお』（小学館）にて1986年10月号から1989年9月号まで連載されていた。本編の18年後を描いた番外編「KING」が同誌1989年11月号に掲載された。単行本全8巻、ワイド版全4巻、文庫版全4巻。

## あらすじ
水を操る少女・美緒（みお）、炎を操る少年・忠臣（ただおみ）、風を操る少年・颯（そう）。
美緒を手に入れたい忠臣に何度も邪魔されながらも、美緒は颯に運命的なものを感じ相思相愛になる。美緒と颯を引き合わせた前世の縁とは……。

## 登場人物
水守 美緒（みずもり みお）
高校1年生。突然の火事で両親を亡くし、忠臣に引き取られる。水を操る力を持つ。颯と相思相愛の仲になる。源義経の愛妾・静御前の生まれ変わり。忠臣に強引に迫られながらも颯と結ばれるが、誤解から警官に撃たれてしまい街を救うために最後の力を使い、颯と共に絶命する。
四条 忠臣（しじょう ただおみ）
美緒の従兄と偽って、美緒を手元に置く。高校2年生。生徒会長で女子生徒から人気がある。学校では優等生で通っているが、実際は不良のリーダー。火を操る力を持つ。織田信長の生まれ変わり。美緒を巡り颯と熾烈な戦いを繰り広げるが、最終的には身を引き燃え盛る炎の中に消えた。番外編で生まれ変わり、新しい人生で自分を愛してくれる少女と出会う。出逢って間もなく彼女を喪うがその死に際、自分も生まれ変わることが出来たのだからお前も再び生まれ変わって来いと告げた。
成宮 颯（なるみや そう）・澪（れい）
忠臣の指示で不良に襲われそうになった美緒を助け、知り合う。ハンググライダーでの夜間飛行が好き。父親は建設会社社長。高校1年生。4歳の頃に火事で火傷を負い、右肩にその痕が残っている。その火事は忠臣の仕業で、以来、命を守るために、父親の命令で女装し、“澪”の名で育った。風を操る力を持つ。父親の死がきっかけで、忠臣と戦う決心をし、本名の“颯”に戻る。源九郎義経（みなもとのくろうよしつね）の生まれ変わり。
藤原 雅（ふじわら みやび）
ハンググライダーで美緒と湘南に逃げて来た颯に岩場から落ちそうになったところを助けられる。頭に怪我をした颯を自宅へ連れ帰り介抱した。颯のことを好きになり、その恋心を忠臣に利用され殺される。父親が成宮建設のメインバンク・東都銀行の頭取。
市岡　健治（いちおか　けんじ）
刑事、美緒達の力を怪しみ追跡する。